# AMELY
Amelogenin, Y-Isoform (AMELY) ist ein Protein, das beim Menschen durch das AMELY-Gen kodiert wird. AMELY befindet sich auf dem Y-Chromosom und kodiert eine Form von Amelogenin. Amelogenin ist ein extrazelluläres Matrixprotein, das an der Biomineralisierung während der Zahnschmelzentwicklung beteiligt ist.

## Klinische Bedeutung
Mutationen im verwandten AMELX-Gen auf dem X-Chromosom verursachen eine Amelogenesis imperfecta.